# Daniela Samulski
Daniela Samulski (ur. 31 maja 1984 w Berlinie, zm. 22 maja 2018) – niemiecka pływaczka specjalizująca się w stylu grzbietowym, dwukrotna wicemistrzyni świata, trzykrotna medalistka mistrzostw Europy, dwukrotna rekordzistka świata.
Największym osiągnięciem zawodniczki jest srebrny medal w wyścigu na 50 m stylem grzbietowym i w sztafecie 4x100 m stylem dowolnym podczas mistrzostw świata w Rzymie w 2009 roku. Dwukrotnie poprawiała rekord świata w wyścigu na 50 m stylem grzbietowym, ostatni raz w półfinałowym wyścigu podczas mistrzostw świata w 2009 roku czasem 27,39 s, który kilka minut później został poprawiony o 0,01 s przez Rosjankę Anastasiję Zujewą, która startowała w drugim półfinale.
Zmarła w wieku 33 lat, powodem śmierci była choroba nowotworowa żołądka.

## Rekordy świata
| Data            | Miejsce | Konkurencja             | Rezultat | Status           |
| --------------- | ------- | ----------------------- | -------- | ---------------- |
| 26 czerwca 2009 | Berlin  | 50 m stylem grzbietowym | 27,61 s  | do 29 lipca 2009 |
| 29 lipca 2009   | Rzym    | 50 m stylem grzbietowym | 27,39 s  | do 29 lipca 2009 |